# Championnat du Nicaragua de football 2004-2005
Navigation
Saison précédente Saison suivante
La Primera División 2004-2005 est la soixante-deuxième édition de la première division nicaraguayenne.
Lors de ce tournoi, le Real Estelí FC a tenté de conserver son titre de champion du Nicaragua face aux neuf meilleurs clubs nicaraguayens.
La saison était divisée en deux tournois, l'Apertura et le Clausura, le Diriangén FC ayant remporté les deux tournois, il a été sacré champion sans disputer la finale du championnat.
Lors du premier tournoi, chacun des dix clubs participants était confronté deux fois aux neuf autres équipes, puis les quatre meilleurs se sont affrontés lors d'une phase finale à la fin du tournoi.
Lors du second tournoi, chacun des dix clubs participants était confronté une seule fois aux neuf autres équipes, puis les six meilleurs se sont affrontés lors d'une phase finale à la fin du tournoi.
Seulement deux places étaient qualificatives pour la Copa Interclubes UNCAF.

## Les 10 clubs participants
| \| I Deportivo Bluefields / Diriangén FC Atlético Estelí Real Estelí FC Deportivo Jalapa Deportivo Masachapa Deportivo Masatepe Deportivo Parmalat Deportivo Walter Ferreti Atlético Estelí Real Estelí FC Real Madriz Deportivo Parmalat Deportivo Walter Ferreti \| Localisation des clubs engagés dans le championnat. |
| I Deportivo Bluefields / Diriangén FC Atlético Estelí Real Estelí FC Deportivo Jalapa Deportivo Masachapa Deportivo Masatepe Deportivo Parmalat Deportivo Walter Ferreti Atlético Estelí Real Estelí FC Real Madriz Deportivo Parmalat Deportivo Walter Ferreti                                                           |

| Club                      | Stade                                        | Capacité          | Ville              |
| Deportivo Bluefields (en) | Stade Glorias Costeñas                       | 4 000             | Bluefields         |
| Diriangén FC              | Stade Cacique Diriangén                      | 7 500             | Diriamba           |
| Atlético Estelí           | Stade inconnu                                | Capacité inconnue | Estelí             |
| Deportivo Jalapa (en)     | Stade Alejandro Ramos                        | 1 000             | Jalapa             |
| Deportivo Masachapa       | Stade inconnu                                | Capacité inconnue | San Rafael del Sur |
| Deportivo Masatepe        | Stade José Ernesto Sanchez                   | 2 000             | Masatepe           |
| Deportivo Parmalat        | Stade inconnu                                | Capacité inconnue | Managua            |
| Real Estelí FC            | Stade de l'Indépendance                      | 4 800             | Estelí             |
| Real Madriz               | Stade Municipal de Somoto                    | 3 000             | Somoto             |
| Deportivo Walter Ferreti  | Stade Olympique de l'Indépendance de Managua | 8 000             | Managua            |

## Tournoi Apertura
Ce tournoi se déroule de la même façon que les tournois Apertura précédents, en deux phases :
- La phase de qualification : les dix-huit journées de championnat.
- La phase finale : les confrontations aller-retour allant des demi-finales à la finale.

### Phase de qualification
Les dix équipes affrontent à deux reprises les neuf autres équipes selon un calendrier tiré aléatoirement.
Le classement est établi sur le barème de points classique (victoire à 3 points, match nul à 1, défaite à 0).
Le départage final se fait selon les critères suivants :
- Le nombre de points.
- La différence de buts générale.
- Le nombre de buts marqué.

#### Classement
| Rang | Équipe                    | Pts | J  | G  | N | P  | Bp | Bc | Diff |
| ---- | ------------------------- | --- | -- | -- | - | -- | -- | -- | ---- |
| 1    | Diriangén FC              | 44  | 18 | 14 | 2 | 2  | 54 | 14 | +40  |
| 2    | Real Estelí FC (T)        | 39  | 18 | 12 | 3 | 3  | 41 | 9  | +32  |
| 3    | Deportivo Parmalat        | 37  | 18 | 11 | 4 | 3  | 45 | 15 | +30  |
| 4    | Deportivo Masatepe        | 37  | 18 | 11 | 4 | 3  | 38 | 23 | +15  |
| 5    | Deportivo Jalapa (en)     | 36  | 18 | 11 | 3 | 4  | 51 | 27 | +24  |
| 6    | Real Madriz               | 20  | 18 | 5  | 5 | 8  | 28 | 37 | -9   |
| 7    | Deportivo Walter Ferreti  | 16  | 18 | 4  | 4 | 10 | 13 | 38 | -25  |
| 8    | Deportivo Bluefields (en) | 10  | 17 | 3  | 1 | 13 | 10 | 52 | -42  |
| 9    | Atlético Estelí (P)       | 8   | 18 | 2  | 2 | 14 | 21 | 44 | -23  |
| 10   | Deportivo Masachapa       | 5   | 17 | 1  | 2 | 14 | 12 | 54 | -42  |

| Légende : Qualifications et relégations | Légende : Qualifications et relégations                  |
| --------------------------------------- | -------------------------------------------------------- |
|                                         | Qualifié pour les demi-finales                           |
|                                         | (T) : Tenant du titre (P) : Promu de la saison 2003-2004 |

#### Matchs
| Résultats (▼dom., ►ext.)                                   | Est | Blu | Dir | Jal | Mac | Mat | Par | REs | RMa | Wal |
| Atlético Estelí                                            |     | 2-0 | 1-2 | 0-2 | 1-1 | 2-3 | 0-5 | 0-3 | 0-0 | 4-0 |
| Deportivo Bluefields (en)                                  | 2-1 |     | 1-3 | 1-2 | 2-1 | 0-4 | 0-7 | 0-4 | 2-1 | 0-0 |
| Diriangén FC                                               | 6-1 | 5-0 |     | 2-3 | 6-0 | 6-1 | 0-2 | 3-2 | 3-0 | 1-1 |
| Deportivo Jalapa (en)                                      | 2-1 | 4-0 | 1-2 |     | 8-1 | 3-2 | 3-3 | 0-0 | 6-0 | 5-0 |
| Deportivo Masachapa                                        | 3-2 |     | 0-0 | 2-6 |     | 1-3 | 1-2 | 1-2 | 0-1 | 0-2 |
| Deportivo Masatepe                                         | 4-2 | 5-0 | 0-4 | 1-1 | 4-1 |     | 1-0 | 0-0 | 3-1 | 2-1 |
| Deportivo Parmalat                                         | 2-0 | 3-1 | 1-3 | 1-0 | 4-0 | 0-0 |     | 1-2 | 8-2 | 3-0 |
| Real Estelí FC                                             | 2-1 | 3-0 | 0-1 | 3-0 | 7-0 | 1-2 | 0-0 |     | 4-0 | 6-0 |
| Real Madriz                                                | 4-1 | 5-0 | 0-3 | 7-2 | 3-0 | 0-0 | 2-2 | 0-1 |     | 2-2 |
| Deportivo Walter Ferreti                                   | 3-2 | 2-1 | 0-4 | 1-3 | 1-0 | 0-3 | 0-1 | 0-1 | 0-0 |     |
| - Victoire à domicile - Match nul - Victoire à l'extérieur |     |     |     |     |     |     |     |     |     |     |

### La Phase Finale
Les quatre équipes qualifiées sont réparties dans le tableau final d'après leur classement général.
En cas d'égalité sur la somme des deux matchs, c'est l'équipe ayant marqué le plus de buts à extérieur qui l'emporte puis une prolongation et une séance de tirs au but ont éventuellement lieu.

#### Tableau
|  |                    |            |              |            |                |     |   |        |        |        |        |        |
|  | 1/2 finale         | 1/2 finale | 1/2 finale   | 1/2 finale | 1/2 finale     |     |   | Finale | Finale | Finale | Finale | Finale |
|  |                    |            |              |            |                |     |   |        |        |        |        |        |
|  |                    |            |              |            |                |     |   |        |        |        |        |        |
|  | Real Estelí FC     | (2)        | 4            | 2          |                |     |   |        |        |        |        |        |
|  | Real Estelí FC     | (2)        | 4            | 2          |                |     |   |        |        |        |        |        |
|  | Deportivo Parmalat | (3)        | 0            | 1          |                |     |   |        |        |        |        |        |
|  | Deportivo Parmalat | (3)        | 0            | 1          | Real Estelí FC | (2) | 0 | 0      |        |        |        |        |
|  |                    |            |              |            |                | (2) | 0 | 0      |        |        |        |        |
|  |                    |            | Diriangén FC | (1)        | 0              | 1   |   |        |        |        |        |        |
|  | Diriangén FC       | (1)        | Diriangén FC | (1)        | 0              | 1   | 3 | 3      |        |        |        |        |
|  | Diriangén FC       | (1)        |              |            |                |     | 3 | 3      |        |        |        |        |
|  | Deportivo Masatepe | (4)        | 3            | 1          |                |     |   |        |        |        |        |        |
|  | Deportivo Masatepe | (4)        | 3            | 1          |                |     |   |        |        |        |        |        |

#### Demi-finales
| Club           | Aller | Retour | Club               | Commentaire |
| Real Estelí FC | 4-0   | 2-1    | Deportivo Parmalat |             |
| Diriangén FC   | 3-3   | 3-1    | Deportivo Masatepe |             |

#### Finale
| Match aller      | Diriangén FC | 0:1   | Real Estelí FC | Stade Cacique Diriangén |  |
| 28 novembre 2004 | 90e          | (1:1) | 77e            |                         |  |

| Match retour    | Real Estelí FC | 3:2   | Diriangén FC            | Stade de l'Indépendance |  |
| 5 décembre 2004 | 59e 65e 88e    | (0:1) | Arturo Barragán 37e 78e |                         |  |

## Tournoi Clausura
Ce tournoi se déroule de la façon suivante, en trois phases :
- La phase de qualification : les neuf journées de championnat.
- La phase hexagonale : les cinq journées de championnat supplémentaires.
- La phase finale : les confrontations aller-retour allant des demi-finales à la finale.

### Phase de qualification
Les dix équipes affrontent une seule fois les neuf autres équipes selon un calendrier tiré aléatoirement.
Le classement est établi sur le barème de points classique (victoire à 3 points, match nul à 1, défaite à 0).
Le départage final se fait selon les critères suivants :
- Le nombre de points.
- La différence de buts générale.
- Le nombre de buts marqué.

#### Classement
| Rang | Équipe                    | Pts | J | G | N | P | Bp | Bc | Diff |
| ---- | ------------------------- | --- | - | - | - | - | -- | -- | ---- |
| 1    | Real Estelí FC (T)        | 20  | 9 | 6 | 2 | 1 | 32 | 5  | +27  |
| 2    | Deportivo Masatepe        | 17  | 9 | 5 | 2 | 2 | 21 | 10 | +11  |
| 3    | Diriangén FC              | 16  | 9 | 4 | 4 | 1 | 19 | 5  | +14  |
| 4    | Real Madriz               | 14  | 9 | 4 | 2 | 3 | 10 | 7  | +3   |
| 5    | Deportivo Parmalat        | 13  | 9 | 4 | 1 | 4 | 29 | 16 | +13  |
| 6    | Deportivo Jalapa (en)     | 13  | 9 | 3 | 4 | 2 | 13 | 11 | +2   |
| 7    | Deportivo Bluefields (en) | 13  | 9 | 4 | 1 | 4 | 9  | 24 | -15  |
| 8    | Deportivo Walter Ferreti  | 9   | 9 | 2 | 3 | 4 | 8  | 15 | -7   |
| 9    | Atlético Estelí (P)       | 9   | 9 | 2 | 3 | 4 | 6  | 14 | -8   |
| 10   | Deportivo Masachapa       | 0   | 9 | 0 | 0 | 9 | 1  | 41 | -40  |

| Légende : Qualifications et relégations | Légende : Qualifications et relégations                  |
| --------------------------------------- | -------------------------------------------------------- |
|                                         | Qualifié pour la phase hexagonale                        |
|                                         | (T) : Tenant du titre (P) : Promu de la saison 2003-2004 |

#### Matchs
| Résultats (▼dom., ►ext.)                                   | Est | Blu | Dir | Jal | Mac | Mat | Par  | REs | RMa | Wal |
| Atlético Estelí                                            |     | 1-0 |     |     | 3-0 |     | 0-4  | 0-5 | 0-1 |     |
| Deportivo Bluefields (en)                                  |     |     |     | 3-1 |     |     | 0-12 |     | 1-0 | 1-0 |
| Diriangén FC                                               | 0-0 | 1-1 |     |     |     |     | 4-1  | 1-1 | 1-0 |     |
| Deportivo Jalapa (en)                                      | 2-0 |     | 0-0 |     |     | 1-1 |      |     | 1-3 |     |
| Deportivo Masachapa                                        |     | 0-3 | 0-8 | 0-3 |     | 1-8 |      |     |     | 0-3 |
| Deportivo Masatepe                                         | 1-1 | 5-0 | 2-0 |     |     |     | 2-1  |     | 2-0 |     |
| Deportivo Parmalat                                         |     |     |     | 1-2 | 3-0 |     |      | 2-5 |     | 3-1 |
| Real Estelí FC                                             |     | 4-0 |     | 1-1 | 7-0 | 5-0 |      |     |     | 4-0 |
| Real Madriz                                                |     |     |     |     | 3-0 |     | 2-2  | 1-0 |     | 0-0 |
| Deportivo Walter Ferreti                                   | 1-1 |     | 0-4 | 2-2 |     | 1-0 |      |     |     |     |
| - Victoire à domicile - Match nul - Victoire à l'extérieur |     |     |     |     |     |     |      |     |     |     |

### La Phase Hexagonale
Les six équipes affrontent une seule fois les cinq autres équipes selon un calendrier tiré aléatoirement.
Le classement est établi sur le barème de points classique (victoire à 3 points, match nul à 1, défaite à 0).
Le départage final se fait selon les critères suivants :
- Le nombre de points.
- La différence de buts générale.
- Le nombre de buts marqué.

#### Classement
| Rang | Équipe                | Pts | J | G | N | P | Bp | Bc | Diff |
| ---- | --------------------- | --- | - | - | - | - | -- | -- | ---- |
| 1    | Deportivo Parmalat    | 10  | 5 | 3 | 1 | 1 | 9  | 3  | +6   |
| 2    | Diriangén FC          | 9   | 5 | 2 | 3 | 0 | 6  | 3  | +3   |
| 3    | Real Estelí FC (T)    | 8   | 5 | 2 | 2 | 1 | 4  | 3  | +1   |
| 4    | Real Madriz           | 7   | 5 | 2 | 1 | 2 | 6  | 6  | 0    |
| 5    | Deportivo Masatepe    | 6   | 5 | 2 | 0 | 3 | 5  | 5  | 0    |
| 6    | Deportivo Jalapa (en) | 1   | 5 | 0 | 1 | 4 | 6  | 16 | -10  |

| Légende : Qualifications et relégations | Légende : Qualifications et relégations |
| --------------------------------------- | --------------------------------------- |
|                                         | Qualifié pour les demi-finales          |
|                                         | (T) : Tenant du titre                   |

#### Matchs
| Résultats (▼dom., ►ext.)                                   | Dir | Jal | Mat | Par | REs | RMa |
| Diriangén FC                                               |     |     | 2-0 | 0-0 | 0-0 | 1-0 |
| Deportivo Jalapa (en)                                      | 3-3 |     | 0-3 |     | 0-1 |     |
| Deportivo Masatepe                                         |     |     |     | 0-1 |     |     |
| Deportivo Parmalat                                         |     | 6-1 |     |     |     |     |
| Real Estelí FC                                             |     |     | 2-1 | 0-1 |     | 1-1 |
| Real Madriz                                                |     | 3-2 | 0-1 | 2-1 |     |     |
| - Victoire à domicile - Match nul - Victoire à l'extérieur |     |     |     |     |     |     |

### La Phase Finale
Les quatre équipes qualifiées sont réparties dans le tableau final d'après leur classement général.
En cas d'égalité sur la somme des deux matchs, c'est l'équipe ayant marqué le plus de buts à extérieur qui l'emporte puis une prolongation et une séance de tirs au but ont éventuellement lieu.

#### Tableau
|  |                    |            |              |            |                    |     |      |        |        |        |        |        |
|  | 1/2 finale         | 1/2 finale | 1/2 finale   | 1/2 finale | 1/2 finale         |     |      | Finale | Finale | Finale | Finale | Finale |
|  |                    |            |              |            |                    |     |      |        |        |        |        |        |
|  |                    |            |              |            |                    |     |      |        |        |        |        |        |
|  | Deportivo Parmalat | (1)        | 1            | 3          |                    |     |      |        |        |        |        |        |
|  | Deportivo Parmalat | (1)        | 1            | 3          |                    |     |      |        |        |        |        |        |
|  | Real Madriz        | (4)        | 1            | 2          |                    |     |      |        |        |        |        |        |
|  | Real Madriz        | (4)        | 1            | 2          | Deportivo Parmalat | (1) | 0    | 1      | 0(2)   |        |        |        |
|  |                    |            |              |            |                    | (1) | 0    | 1      | 0(2)   |        |        |        |
|  |                    |            | Diriangén FC | (2)        | 1                  | 0   | 0(3) |        |        |        |        |        |
|  | Diriangén FC       | (2)        | Diriangén FC | (2)        | 1                  | 0   | 0(3) | 1      | 1      |        |        |        |
|  | Diriangén FC       | (2)        |              |            |                    |     |      | 1      | 1      |        |        |        |
|  | Real Estelí FC     | (3)        | 0            | 1          |                    |     |      |        |        |        |        |        |
|  | Real Estelí FC     | (3)        | 0            | 1          |                    |     |      |        |        |        |        |        |

#### Demi-finales
| Club               | Aller | Retour | Club           | Commentaire |
| Deportivo Parmalat | 1-1   | 3-2    | Real Madriz    |             |
| Diriangén FC       | 1-0   | 1-1    | Real Estelí FC |             |

#### Finale
| Match aller | Diriangén FC      | 1:0   | Deportivo Parmalat | Stade Cacique Diriangén |  |
| 8 mai 2005  | Milton Bustos 88e | (0:0) |                    |                         |  |

| Match retour | Deportivo Parmalat                                                           | 1:0             | Diriangén FC                                                                         | Stade inconnu |  |
| 14 mai 2005  | Héctor Pérez 32e                                                             | (1:0)           |                                                                                      |               |  |
| 14 mai 2005  | Héctor Pérez · Germán Salinas · Hamilton West · Samuel Padilla · Denis Rocha | Tirs au but 2:3 | Hevel Quintanilla · Milton Bustos · Miguel Sánchez · Tyrone Acevedo · Franklin López |               |  |

## Classement cumulatif
| Rang | Équipe                    | Pts | J  | G  | N | P  | Bp | Bc | Diff |
| ---- | ------------------------- | --- | -- | -- | - | -- | -- | -- | ---- |
| 1    | Diriangén FC (C)          | 60  | 27 | 18 | 6 | 3  | 73 | 19 | +54  |
| 2    | Real Estelí FC            | 59  | 27 | 18 | 5 | 4  | 73 | 14 | +59  |
| 3    | Deportivo Masatepe        | 54  | 27 | 16 | 6 | 5  | 59 | 33 | +26  |
| 4    | Deportivo Parmalat        | 50  | 27 | 15 | 5 | 7  | 74 | 31 | +43  |
| 5    | Deportivo Jalapa (en)     | 49  | 27 | 14 | 7 | 6  | 64 | 38 | +26  |
| 6    | Real Madriz               | 34  | 27 | 9  | 7 | 11 | 38 | 44 | -6   |
| 7    | Deportivo Walter Ferreti  | 25  | 27 | 6  | 7 | 14 | 21 | 53 | -32  |
| 8    | Deportivo Bluefields (en) | 23  | 26 | 7  | 2 | 17 | 19 | 76 | -57  |
| 9    | Atlético Estelí (P)       | 17  | 27 | 4  | 5 | 18 | 27 | 58 | -31  |
| 10   | Deportivo Masachapa       | 5   | 26 | 1  | 2 | 23 | 13 | 95 | -82  |

| Légende : Qualifications et relégations | Légende : Qualifications et relégations                                         |
| --------------------------------------- | ------------------------------------------------------------------------------- |
|                                         | Copa Interclubes UNCAF 2005 (en) (1er Tour)                                     |
|                                         | Relégué en Segunda División                                                     |
|                                         | (C) : Vainqueur des deux tournois de l'année (P) : Promu de la saison 2003-2004 |

## Finale du championnat
Le Diriangén FC ayant remporté les deux tournois saisonniers, la finale du championnat n'a pas été jouée.

## Bilan du tournoi
| Tableau d'Honneur |                    |
| Compétition       | Vainqueur          |
| Primera División  | Diriangén FC       |
| Copa de Nicaragua | Deportivo Masatepe |

| Qualifications continentales 2005-2006 |                                 |
| Copa Interclubes UNCAF                 | Qualifiés                       |
| Premier tour (en)                      | Diriangén FC Deportivo Parmalat |

| Promotions et relégations   |                                  |
| Relégué en Segunda División | Deportivo Masachapa              |
| Promu de Segunda División   | América Managua Scorpión FC (en) |